# Satish Kaushik
Satish Chandra Kaushik (Mohindergarh; 13 de abril de 1956-Gurgaon; 8 de marzo de 2023) fue un director de cine y actor de teatro y de cine indio. Como actor de cine es más conocido por su papel como Calendar en el filme Mr. India (1987) y como Chanu Ahmed en la película de habla inglesa Brick Lane, dirigida por Sarah Gavron. Kaushik ganó el Premio Filmfare al mejor comediante en dos ocasiones, en 1990 por el filme Ram Lakhan y en 1997 por Saajan Chale Sasural. Su papel teatral más popular es su actuación como Willy Loman en la obra india Salesman Ramlal, una adaptación de la obra Muerte de un viajante de Arthur Miller. Kaushik también escribió el diálogo de la película cómica Jaane Bhi Do Yaaro, dirigida por Kundan Shah.

## Biografía

### Primeros años y educación
Satish Kaushik nació el 13 de abril de 1956 en Mohindergarh, India. Se graduó del Kirori Mal College en Nueva Delhi en 1975, y de la National School of Drama (NSD) en 1978. Más tarde estudió en el Film and Television Institute of India en Pune. Kaushik fue parte de la junta de la Academia Asiática de Cine y Televisión.

### Carrera
Satish Kaushik empezó su carrera como un asistente de dirección para Shekhar Kapur en el filme Masoom en 1983, en el que también realizó su primera actuación. Su primera película como director fue Roop Ki Rani Choron Ka Raja, lanzada en 1993 y protagonizada por Sridevi, y su segunda Prem, estrenada en 1995 y protagonizada por Tabu. Ambas fueron fracasos de taquilla, pero siguió con su trabajo y obtuvo su primer éxito con Hum Aapke Dil Mein Rehate Hain en 1999.
Kaushik coescribió y fue anfitrión del programa de televisión Philips Top Ten, por el cual ganó el Premio Screen Videocon. En 2007, Anupam Kher, su excompañero en NSD, fundó junto con Kaushik Karol Bagh Productions. Kaushik dirigió el primer filme de la compañía, Tere Sang. También dirigió una nueva adaptación del filme Karz (1980) de Himesh Reshammiya.

## Filmografía
- Rascals (2011)
- Teree Sang (2009)
- Karzzzz (2008)
- Milenge Milenge (2008)
- Shaadi Se Pehle (2006)
- Vaada (2005)
- Tere Naam (2003)
- Badhaai Ho Badhaai (2002)
- Mujhe Kucch Kehna Hai (2001)
- Hamara Dil Aapke Paas Hai (2000)
- Hum Aapke Dil Mein Rehte Hain (1999)
- Prem (1995)
- Roop Ki Rani Choron Ka Raja (1993)